# Lady Diamond
《Lady Diamond》（日语：Lady ダイヤモンド）是Sexy Zone的第2張單曲。2012年4月11日由波麗佳音發售。

## 概要
與前作「Sexy Zone」相隔約5個月發售的單曲。
該單曲分為初回限定盤A、B和通常盤3種形式發售。

## 收錄曲

### 初回限定盤
1. Lady ダイヤモンド [4:51]
作詞：松井五郎、作曲：馬飼野康二、編曲：船山基紀
  - 富士電視台主題曲
2. 風をきって [4:30]
作詞：松井五郎、作曲：馬飼野康二、編曲：CHOKKAKU
  - NHK E頻道 動畫《忍者乱太郎》片尾曲
3. High!! High!! People [4:24]
作詞：作田雅弥、作曲：Takuya Harada、編曲：鈴木Daichi秀行
  - MBS、TBS系電視劇主題歌

DVD
初回限定盤A
「Lady ダイヤモンド」 Music Clip
初回限定盤B
「Lady ダイヤモンド」 Making

### 通常盤
1. Lady ダイヤモンド
2. 風をきって
3. High!! High!! People
4. 勇氣100% [3:54]
作詞：松井五郎、作曲、編曲：馬飼野康二
  - NHK E頻道 動畫《忍者乱太郎》主題曲
5. Lady ダイヤモンド-Inst.-
6. 風をきって-Inst.-
7. High!! High!! People -Inst.-
8. 勇氣100% -Inst.-

特典（只限初回プレス仕様）
- 「忍たま乱太郎」ステッカー
- 原創閃卡（單獨拍攝5種其中1種封入）

## 備主
1. ↑  . Sexy Zone Official Site.   [2012-03-21]. （原始内容存档于2012-03-16）.